# Morabidae
Famille
Les Morabidae sont une famille d'insectes orthoptères.

## Distribution
Les espèces de cette famille se rencontrent en Océanie et aux Moluques.

## Liste des genres
Selon Orthoptera Species File (16 juillet 2018) :
- sous-famille Biroellinae Bolívar, 1930
  - genre Biroella Bolívar, 1903
- sous-famille Morabinae Rehn, 1948
  - tribu Callitalini Key, 1976
    - genre Bundinja Key, 1976
    - genre Callita Key, 1976
    - genre Callitala Sjöstedt, 1921
    - genre Carnarvonella Key, 1976
    - genre Furculifera Key, 1976
    - genre Malleolopha Key, 1976
    - genre Micromeeka Key, 1976
    - genre Moritala Key, 1976
    - genre Prorifera Key, 1976
    - genre Sicula Key, 1976

  - tribu Capsigerini Key, 1976
    - genre Aliena Key, 1976
    - genre Amangu Key, 1976
    - genre Aruntina Key, 1976
    - genre Capsigera Key, 1976
    - genre Crois Key, 1976
    - genre Namatjira Key, 1976
    - genre Proscopiomima Key, 1976
    - genre Swanea Key, 1976

  - tribu Keyacridini Key, 1976
    - genre Achuraba Key, 1976
    - genre Achurimima Key, 1976
    - genre Alatiplica Key, 1976
    - genre Baruca Key, 1976
    - genre Chinnicka Key, 1976
    - genre Flindersella Key, 1976
    - genre Heide Key, 1976
    - genre Keyacris Rehn, 1952
    - genre Vandiemenella Key, 1976
    - genre Whiteacris Key, 1976

  - tribu Morabini Rehn, 1948
    - genre Drysdalopila Key, 1977
    - genre Filoraba Key, 1976
    - genre Moraba Walker, 1870
    - genre Spectriforma Key, 1976

  - tribu Warramungini Key, 1976
    - genre Callimunga Key, 1976
    - genre Culmacris Key, 1976
    - genre Geckomima Key, 1976
    - genre Georgina Key, 1976
    - genre Hastella Key, 1976
    - genre Nanihospita Key, 1976
    - genre Stiletta Key, 1976
    - genre Warramaba Key, 1976
    - genre Warramunga Rehn, 1952

## Publication originale
- Rehn, 1948 : The Acridoid family Eumastacidae (Orthoptera). A review of our knowledge of its components, features and systematics, with a suggested new classification of its major groups. Proceedings of The Academy of Natural Sciences, vol. 100, p. 77-139.